# Maynard Solomon
Maynard E. Solomon (* 5. Januar 1930 in New York City; † 28. September 2020 ebd.) war ein US-amerikanischer Musikproduzent, Mitbegründer der Vanguard Records und Musikwissenschaftler. Er wurde durch seine biografischen Studien über Komponisten der Wiener Klassik bekannt, insbesondere über Ludwig van Beethoven (er verfasste eine einflussreiche Biografie und eine preisgekrönte Essay-Sammlung), W. A. Mozart (Biografie) und Franz Schubert. Solomon war der erste, der die viel diskutierte Theorie der Homosexualität Schuberts in einem wissenschaftlichen Rahmen offen darlegte.

## Karriere als Musikproduzent
Zusammen mit seinem Bruder Seymour gründete Solomon 1950 Vanguard Records. Das Label war eines der wichtigsten, die sich in den 1950er Jahren dem Blues und der Folk Music widmeten. Solomon produzierte für Vanguard zahlreiche Alben und schrieb auch die Einführungstexte.
Die erste Band, die Vanguard vertraglich verpflichten konnte, war Pete Seeger & The Weavers. Mit dem Mitschnitt eines Konzerts 1955 in der Carnegie Hall erfolgte der kommerzielle Durchbruch. Solomon sicherte sich auch die Rechte für das Newport Folk Festival. Weitere von Solomon verpflichtete Künstler waren Paul Robeson und Joan Baez. Ende der 1960er Jahre hatte Vanguard einigen Erfolg mit Rockmusikern, insbesondere Country Joe and the Fish.
Solomon war in diesen Jahren überzeugter Marxist und veröffentlichte 1973 das Buch Marxism and Art, das zu einem Standardwerk wurde.
Er wohnte in New York City im Dakota Building.

## Karriere als Musikwissenschaftler
Später begann Solomon eine zweite Karriere als Musikwissenschaftler, speziell als Autor von Musikerbiographien, darunter zu Mozart und Beethoven. In der Mozart-Monographie stellt er eine Beziehung des Salzburger Komponisten mit der Prager Sopranistin Josepha Duschek in den Raum, die allerdings nicht belegt ist. Nach akribischen Archivforschungen identifizierte er 1972 Beethovens Unsterbliche Geliebte mit Antonie Brentano, womit er große Aufmerksamkeit erregte. 
1997 wurde Solomon Mitglied der International Musicological Society. Seine Mozart-Biographie wurde für den Pulitzer-Preis nominiert und erhielt den Deems Taylor Award, ebenso seine Biographie über Beethoven und seine Studien über Charles Ives. Seine Beethoven Essays wurden 1988 mit dem Otto Kinkeldey Award ausgezeichnet. Daneben veröffentlichte Solomon mehrere Aufsätze zur Psychoanalyse und einige Bücher zur Ästhetik. Er war Gastprofessor an den Universitäten in Yale, Harvard und Columbia sowie an der Juilliard School. 2016 wurde er zum Mitglied der American Academy of Arts and Sciences gewählt.

## Diskographie (Auswahl)
- 1970: Best of the Eric Andersen (Eric Andersen)
- 1989: Best of the John Hammond (John Hammond)
- 1998: Best of the Vanguard Years (Ian and Sylvia)
- 1998: Vanguard Sessions: Baez Sings Dylan (Joan Baez)
- 2000: Best of the Vanguard Years (The Clancy Brothers)
- 2000: Best of the Vanguard Years (Tom Paxton)
- 2001: Reunion at Carnegia Hall, 1963, Part 1 (The Weavers)
- 2001: Reunion at Carnegia Hall, 1963, Part 2 (The Weavers)
- 2003: Best of the Vanguard Years (Buffy Sainte-Marie)
- 2004: Best of the Vanguard Years (The Rooftop Singers)

## Publikationen
- Maynard Solomon & Eric von Schmidt: The Joan Baez Songbook, 1964
- Joan Baez, Maynard Solomon & Eric von Schmidt: Noel: The Joan Baez Christmas Songbook, 1967
- New Light on Beethoven's Letter to an Unknown Woman, in: The Musical Quarterly, Vol. 58 (1972), S. 572–587
- Marxism and Art: Essays Classic and Contemporary, mit historischem und kritischem Kommentar von Maynard Solomon, New York: Knopf, 1973
- Beethoven, New York: Schirmer Books, 1977
- Myth, Creativity, Psychoanalysis: Essays in Honor of Harry Slochower, mit Sophie Wilkins and Donald M. Kaplan, Detroit: Wayne State University Press, 1978
- Beethoven Essays, Cambridge: Harvard University Press, 1988
- Franz Schubert and the Peacocks of Benvenuto Cellini, in: 19th-Century Music, Vol. 12, No. 3 (Spring 1989), S. 193–206; University of California Press[3]
- Beethovens Tagebuch, hrsg. von Sieghard Brandenburg, Mainz: von Hase & Koehler, 1990
- Mozart: a Life, New York: Harper Collins Publishers, 1995
- Economic Circumstances of the Beethoven Household in Bonn, in: Journal of the American Musicological Society, Vol. 50 (1997), S. 331–351
- Schubert's "Unfinished" Symphony, in: 19th Century Music, Vol. 21 (1997), S. 111–133
- Beethoven (1998)
- Gerhard von Breuning: Memories of Beethoven, übersetzt von Maynard Solomon, 2003
- Schubert: Family Matters, in: 19th Century Music, Vol. 28 (2004), 1, S. 3–14
- Late Beethoven: Music, Thought, Imagination, Berkeley: University of California Press, 2003
- The NPR Listener's Encyclopedia of Classical Music, 2006, Ted Libbey: Maynard Solomon Contributed articles